# Baramia echinosa
Baramia echinosa is een hooiwagen uit de familie Podoctidae. De wetenschappelijke naam van Baramia echinosa gaat terug op Banks.